# Müsenbach
Müsenbach ist ein Ortsteil der Marktgemeinde Haunetal im osthessischen Landkreis Hersfeld-Rotenburg.

## Geographie
Östlich des Orts verläuft die Bahnstrecke der Nord-Süd-Bahn, die von Hannover nach Würzburg führt.
Durch Müsenbach fließt ein kleiner Bach, der wie der Ort heißt und in einem Wald nahe dem Ort entspringt.

## Geschichte

### Ortsgeschichte
Die älteste bekannte schriftliche Erwähnung von Müsenbach erfolgte im Jahre 1360, als die Kirche eingeweiht wurde.
Zum 31. Dezember 1971 wurde die damals zum Landkreis Hünfeld gehörende selbständige Gemeinde Müsenbach  im Zuge der Gebietsreform in Hessen in die im gleichen Jahr neu gegründete Gemeinde Haunetal auf freiwilliger Basis eingemeindet. Für Müsenbach wurde, wie für die übrigen bei der Gebietsreform nach Haunetal eingegliederten Gemeinden, ein Ortsbezirk mit Ortsbeirat und Ortsvorsteher nach der Hessischen Gemeindeordnung gebildet.

### Verwaltungsgeschichte im Überblick
Die folgende Liste zeigt die Staaten und Verwaltungseinheiten, denen Müsenbach angehört(e):
- vor 1803: Heiliges Römisches Reich, Hochstift Fulda, Oberamt Fürsteneck, Gericht Neukirchen
- 1803–1806: Heiliges Römisches Reich, Fürstentum Nassau-Oranien-Fulda, Fürstentum Fulda, Amt Eiterfeld, Gericht Neukirchen
- 1806–1810: Kaiserreich Frankreich, Fürstentum Fulda
- 1810–1813: Großherzogtum Frankfurt, Departement Fulda, Distrikt Eiterfeld
- ab 1815: Kurfürstentum Hessen, Großherzogtum Fulda, Amt Eiterfeld[7]
- ab 1821/22: Kurfürstentum Hessen, Provinz Fulda, Kreis Hünfeld[8][Anm. 2]
- ab 1848: Kurfürstentum Hessen, Bezirk Fulda
- ab 1851: Kurfürstentum Hessen, Provinz Fulda, Kreis Hünfeld
- ab 1867: Königreich Preußen, Provinz Hessen-Nassau, Regierungsbezirk Kassel, Kreis Hünfeld
- ab 1871: Deutsches Reich, Königreich Preußen, Provinz Hessen-Nassau, Regierungsbezirk Kassel, Kreis Hünfeld
- ab 1918: Deutsches Reich, Freistaat Preußen, Provinz Hessen-Nassau, Regierungsbezirk Kassel, Kreis Hünfeld
- ab 1944: Deutsches Reich, Freistaat Preußen, Provinz Kurhessen, Landkreis Hünfeld
- ab 1945: Amerikanische Besatzungszone, Groß-Hessen, Regierungsbezirk Kassel, Landkreis Hünfeld
- ab 1946: Amerikanische Besatzungszone, Hessen, Regierungsbezirk Kassel, Landkreis Hünfeld
- ab 1949: Bundesrepublik Deutschland, Hessen, Regierungsbezirk Kassel, Landkreis Hünfeld
- ab 1972: Bundesrepublik Deutschland, Hessen, Regierungsbezirk Kassel, Landkreis Hersfeld-Rotenburg, Gemeinde Haunetal[Anm. 3]

## Bevölkerung

### Einwohnerstruktur 2011
Nach den Erhebungen des Zensus 2011 lebten am Stichtag, dem 9. Mai 2011, in Müsenbach 45 Einwohner. Darunter waren keine Ausländer. Nach dem Lebensalter waren 3 Einwohner unter 18 Jahren, 24 zwischen 18 und 49, 9 zwischen 50 und 64 und 12 Einwohner waren älter. Die Einwohner lebten in 21 Haushalten. Davon waren 9 Singlehaushalte, 3 Paare ohne Kinder und 6 Paare mit Kindern, sowie 3 Alleinerziehende und keine Wohngemeinschaften. In 6 Haushalten lebten ausschließlich Senioren und in 12 Haushaltungen lebten keine Senioren.

### Einwohnerentwicklung
- 1812: 16 Feuerstellen, 170 Seelen[1]

| Müsenbach: Einwohnerzahlen von 1812 bis 2015 | Müsenbach: Einwohnerzahlen von 1812 bis 2015 | Müsenbach: Einwohnerzahlen von 1812 bis 2015 | Müsenbach: Einwohnerzahlen von 1812 bis 2015 | Müsenbach: Einwohnerzahlen von 1812 bis 2015 |
| --- | -------------------------------------------- | -------------------------------------------- | -------------------------------------------- | -------------------------------------------- |
| Jahr |                                              |                                              |                                              | Einwohner                                    |
| 1812 | 1812                                         |                                              | 170                                          | 170                                          |
| 1834 | 1834                                         |                                              | 91                                           | 91                                           |
| 1840 | 1840                                         |                                              | 87                                           | 87                                           |
| 1846 | 1846                                         |                                              | 90                                           | 90                                           |
| 1852 | 1852                                         |                                              | 99                                           | 99                                           |
| 1858 | 1858                                         |                                              | 98                                           | 98                                           |
| 1864 | 1864                                         |                                              | 116                                          | 116                                          |
| 1871 | 1871                                         |                                              | 94                                           | 94                                           |
| 1875 | 1875                                         |                                              | 86                                           | 86                                           |
| 1885 | 1885                                         |                                              | 86                                           | 86                                           |
| 1895 | 1895                                         |                                              | 88                                           | 88                                           |
| 1905 | 1905                                         |                                              | 90                                           | 90                                           |
| 1910 | 1910                                         |                                              | 73                                           | 73                                           |
| 1925 | 1925                                         |                                              | 77                                           | 77                                           |
| 1939 | 1939                                         |                                              | 63                                           | 63                                           |
| 1946 | 1946                                         |                                              | 108                                          | 108                                          |
| 1950 | 1950                                         |                                              | 115                                          | 115                                          |
| 1956 | 1956                                         |                                              | 71                                           | 71                                           |
| 1961 | 1961                                         |                                              | 69                                           | 69                                           |
| 1967 | 1967                                         |                                              | 60                                           | 60                                           |
| 1970 | 1970                                         |                                              | 58                                           | 58                                           |
| 1980 | 1980                                         |                                              | ?                                            | ?                                            |
| 1990 | 1990                                         |                                              | ?                                            | ?                                            |
| 2000 | 2000                                         |                                              | ?                                            | ?                                            |
| 2011 | 2011                                         |                                              | 45                                           | 45                                           |
| 2015 | 2015                                         |                                              | 51                                           | 51                                           |
| Datenquelle: Historisches Gemeindeverzeichnis für Hessen: Die Bevölkerung der Gemeinden 1834 bis 1967. Wiesbaden: Hessisches Statistisches Landesamt, 1968. Weitere Quellen: LAGIS, Gemeinde Haunetal; Zensus 2011 |                                              |                                              |                                              |                                              |

### Historische Religionszugehörigkeit
| • 1885: | 86 evangelische (= 100 %) Einwohner                               |
| • 1961: | 59 evangelische (= 85,51 %), 10 katholische (= 14,49 %) Einwohner |

## Politik
Für Müsenbach besteht ein Ortsbezirk (Gebiete der ehemaligen Gemeinde Müsenbach) mit Ortsbeirat und Ortsvorsteher nach der Hessischen Gemeindeordnung. Der Ortsbeirat besteht aus drei Mitgliedern. Bei den Kommunalwahlen in Hessen 2021 betrug die Wahlbeteiligung zum Ortsbeirat 24,55 %. Der Ortsbeirat wählte Tina Eisenbach zur Ortsvorsteherin.

## Sehenswürdigkeiten
Für die unter Denkmalschutz stehenden Objekte im Ort, siehe die Liste der Kulturdenkmäler in Müsenbach.